# José de Amézola
José de Amézola (ur. 9 stycznia 1874 w Izarra, zm. w 1922 w Cercedilli) – hiszpański sportowiec, który 14 czerwca 1900 zdobył złoty medal w pelocie na Letnich Igrzyskach Olimpijskich w Paryżu wraz z Franciskiem Villotą.